# Vagová stimulace
Vagová stimulace neboli vagová nervová stimulace (VNS) je léčebná metoda, jejímž principem je elektrická stimulace vagového (bloudivého) nervu. Využívá se v léčbě farmakorezistentní epilepsie a rezistentní deprese. Použití VNS u dalších chorob nebo chorobných stavů je ve fázi výzkumu – jde např. o Alzheimerovu chorobu, sepsi, obezitu, diabetes, autoimunitní choroby, jako je např. revmatoidní artritida a Crohnova choroba, kardiovaskulární onemocnění. 

## Historie
Elektrickou stimulací vagového nervového stimulátoru se zabýval již v osmdesátých letech 19. století neurolog J.L. Corning. V té době se předpokládalo, že je epileptický záchvat způsobem žilní hyperémií (překrvením) mozku. Lékaři používali manuální kompresi krkavice, a později podvázání této tepny, k ukončení záchvatu. J.L. Corning vyvinul několik instrumentárií jednak pro dočasnou kompresi krkavice, která měla vést k ukončení záchvatu, jednak pro dlouhodobou kompresi, která měla působit preventivně. Později začal kombinovat karotickou kompresi s jinými technikami snižující průtok krve mozkem např. transkutánní (přes kůži působící) elektrickou stimulací vagového nervu a krčního sympatiku. Nežádoucími účinky byla bradykardie, nevolnost a synkopa. Corningova transkutánní stimulace nebyla neurology všeobecně přijata a tyto metody byly ke konci 19. století opuštěny. K znovuzavedení terapeutického použití VNS docházelo od osmdesátých let 20. století. První implantace vagového stimulátoru byla provedena v roce 1988. V Evropské unii byla VNS ke klinickému použití schválena v roce 1994, v USA v roce 1997. Do roku 2015 bylo celosvětově implantováno přes 100 000 stimulátorů vagového nervu.

## Indikace
V USA je léčba VNS schválena jako přidatná léčba u farmakorezistentních (tedy na léčbu nedostatečně odpovídajících) epilepsií s fokálními záchvaty (dříve tzv. parciální) u pacientů starších 12 let. V Evropské unii a Kanadě je VNS schváleno použití VNS pro přidatnou léčbu u farmakorezistentních epilepsií zejména se záchvaty fokálními a fokálními přecházejících do bilaterálních tonicko-klonických záchvatů (dříve tzv. sekundárně generalizované) či se záchvaty generalizovanými. Používá se u pacientů, u kterých nelze provést resekční operační zákrok. VNS patří mezi paliativní metody léčby epilepsie, jejímž cílem je dosáhnout významné kontroly záchvatů a zvýšit kvalitu života. Druhou méně rozšířenou indikací je v klinické praxi léčba rezistentní deprese.

## Mechanismus účinku
Přesný mechanismus účinku zatím není známý. Je popsáno několik dílčích efektů, které vysvětlují antikonvulzivní působení:
- Desynchronizace iktálních změn na EEG[6]
- Změny v expresi a uvolňování některých neurotransmiterů (např. noradrenalin, GABA, serotonin, aspartát)[7]
- Snížení průtoku krve v thalamu a mozkové kůře[8]

## Stimulační parametry a stimulační režimy
Základními stimulačními parametry VNS jsou: výstupní intenzita pulzů, šířka a frekvence stimulačních pulzů, délka stimulační periody (on-time) a perioda mezi stimulacemi (off time).

## Efektivita léčby
Existuje mnoho studií prokazující efektivitu léčby pomocí VNS. Zásadními studiemi byly dvě kontrolované randomizované studie z 90. let 20. století, které deklarují účinnost VNS.  Od té doby vznikaly další studie různé vědecké síly. Prospektivní randomizovaná studie realizovaná ve 28 evropských a kanadských centrech publikovaná v r. 2014 uvádí signifikantní zlepšení kvality života i kontrolu záchvatů. Podle registru pacientů s VNS (VNS Therapy Patient Outcome Registry), který obsahoval data od více než 5000 pacientů, docházelo u pacientů ke zlepšení bdělosti, pozáchvatového stavu, kumulace záchvatů, poruch nálad, verbální komunikace, školních a profesních výsledků a paměti. Podle velkého japonského registru pacientů s VNS, zahrnujícího 362 dětí a dospělých, se během tříletého období zvyšuje procento respondérů každý rok z 55,8% na 57,7%, respektive 58,8%. Paralelně k tomu se zvyšuje kvalita života pacientů z 44,3% na 51,1%, respektive 54.7% po třech letech léčby VNS. 
Conversely, a smaller prospective series of 39 adults
followed-up for 1 year found that only 26% achieved a ≥50% reduction
in seizure frequency [28].
https://www.sciencedirect.com/science/article/pii/S1525505016303821